# Taieri
Taieri – czwarta co do długości rzeka Nowej Zelandii. Płynie przez region Otago na Wyspie Południowej. Uchodzi do oceanu około 30 km na południe od miasta Dunedin.